# Crocidura negrina
Crocidura negrina е вид бозайник от семейство Земеровкови (Soricidae). Видът е застрашен от изчезване.

## Разпространение
Разпространен е във Филипини.